# Copa Mundial de Hockey Femenino de 1976

Sello alemán conmemorativo de la copa mundial de hockey femenino (1976)

La II Copa Mundial de Hockey Femenino se celebró en Berlín Occidental  entre el 21 y el 30 de mayo de 1976 bajo la organización de la Federación Internacional de Hockey (FIH) y la Federación Alemana de Hockey.
Compitieron en el campeonato 11 selecciones nacionales afiliadas a la FIH por el título mundial, cuyo anterior portador era el equipo de los Países Bajos, ganador del Mundial de 1974.
El equipo de la RFA conquistó el título mundial al vencer en la final al equipo de Argentina con un marcador de 2-0. El conjunto de los Países Bajos ganó la medalla de bronce en el partido por el tercer puesto contra el equipo de Bélgica.

## Grupos
| Grupo A      | Grupo B   |
| ------------ | --------- |
| Países Bajos | RFA       |
| Bélgica      | Argentina |
| México       | Francia   |
| Suiza        | España    |
| Italia       | Austria   |
| –            | Nigeria   |

## Primera fase
Los primeros dos de cada grupo disputaron las semifinales. El resto disputaron los correspondientes partidos de clasificación final.

### Grupo A
| Equipo       | J | G | E | P | GF | GC | DG  | PTS |
| ------------ | - | - | - | - | -- | -- | --- | --- |
| Países Bajos | 4 | 4 | 0 | 0 | 23 | 3  | +20 | 8   |
| Bélgica      | 4 | 3 | 0 | 1 | 14 | 4  | +10 | 6   |
| México       | 4 | 1 | 1 | 2 | 2  | 12 | -10 | 3   |
| Suiza        | 4 | 0 | 2 | 2 | 2  | 11 | -9  | 2   |
| Italia       | 4 | 0 | 1 | 3 | 1  | 12 | -11 | 1   |

- Resultados

| Fecha | Partido      | Partido | Partido | Resultado |
| ----- | ------------ | ------- | ------- | --------- |
| 22.05 | Países Bajos | -       | México  | 8-0       |
| 22.05 | Bélgica      | -       | Italia  | 5-0       |
| 23.05 | Países Bajos | -       | Bélgica | 4-3       |
| 23.05 | Italia       | -       | Suiza   | 1-1       |
| 24.05 | Países Bajos | -       | Suiza   | 6-0       |
| 24.05 | Bélgica      | -       | México  | 4-0       |
| 26.05 | Países Bajos | -       | Italia  | 5-0       |
| 26.05 | Suiza        | -       | México  | 1-1       |
| 27.05 | Bélgica      | -       | Suiza   | 3-0       |
| 27.05 | México       | -       | Italia  | 1-0       |

### Grupo B
| Equipo    | J | G | E | P | GF | GC | DG  | PTS |
| --------- | - | - | - | - | -- | -- | --- | --- |
| RFA       | 5 | 5 | 0 | 0 | 21 | 1  | +20 | 15  |
| Argentina | 5 | 4 | 0 | 1 | 18 | 3  | +5  | 12  |
| Francia   | 5 | 3 | 0 | 2 | 13 | 6  | +7  | 9   |
| España    | 5 | 2 | 0 | 3 | 7  | 12 | -5  | 6   |
| Austria   | 5 | 1 | 0 | 4 | 3  | 10 | -7  | 3   |
| Nigeria   | 5 | 0 | 0 | 5 | 0  | 30 | -30 | 0   |

- Resultados

| Fecha | Partido   | Partido | Partido   | Resultado |
| ----- | --------- | ------- | --------- | --------- |
| 22.05 | RFA       | -       | Argentina | 3-1       |
| 22.05 | España    | -       | Nigeria   | 5-0       |
| 22.05 | Francia   | -       | Austria   | 4-1       |
| 23.05 | RFA       | -       | Nigeria   | 9-0       |
| 23.05 | Argentina | -       | Austria   | 3-0       |
| 23.05 | Francia   | -       | España    | 3-1       |
| 24.05 | RFA       | -       | España    | 5-0       |
| 24.05 | Argentina | -       | Francia   | 2-0       |
| 24.05 | Austria   | -       | Nigeria   | 2-0       |
| 26.05 | RFA       | -       | Austria   | 1-0       |
| 26.05 | Argentina | -       | España    | 4-0       |
| 26.05 | Francia   | -       | Nigeria   | 4-0       |
| 27.05 | RFA       | -       | Francia   | 3-0       |
| 27.05 | Argentina | -       | Nigeria   | 8-0       |
| 27.05 | España    | -       | Austria   | 3-1       |

## Fase final
|  | Semifinales  | Semifinales |   |              | Final        | Final |  |
|  |              |             |   |              |              |       |  |
|  |              |             |   |              |              |       |  |
|  |              |             |   |              |              |       |  |
|  | RFA          | 3           |   |              |              |       |  |
|  | Bélgica      | 1           |   |              |              |       |  |
|  |              |             |   |              |              |       |  |
|  |              |             |   |              |              |       |  |
|  |              |             |   |              | RFA          | 2     |  |
|  |              | Argentina   | 0 |              |              |       |  |
|  |              |             |   |              |              |       |  |
|  |              |             |   |              |              |       |  |
|  |              |             |   |              | Tercer lugar |       |  |
|  |              |             |   |              |              |       |  |
|  | Argentina    | 4 P         |   | Países Bajos | 1            |       |  |
|  | Países Bajos | 3           |   |              | Bélgica      | 0     |  |

### Semifinales
| Fecha | Partido   | Partido | Partido      | Resultado   |
| ----- | --------- | ------- | ------------ | ----------- |
| 28.05 | RFA       | -       | Bélgica      | 3-1         |
| 28.05 | Argentina | -       | Países Bajos | 0-0 (4-3) P |

### Tercer lugar
| Fecha | Partido      | Partido | Partido | Resultado |
| ----- | ------------ | ------- | ------- | --------- |
| 30.05 | Países Bajos | -       | Bélgica | 1-0       |

### Final
| Fecha | Partido | Partido | Partido   | Resultado |
| ----- | ------- | ------- | --------- | --------- |
| 30.05 | RFA     | -       | Argentina | 2-0       |

## Clasificación general
| 1. RFA          |
| 2. Argentina    |
| 3. Países Bajos |
| 4. Francia      |
| 5. España       |
| 6. Bélgica      |
| 7. Austria      |
| 8. Italia       |
| 9. Suiza        |
| 10. México      |
| 11. Nigeria     |